# 紅沃爾特河
紅沃爾特河（法語：Volta Rouge），另稱那日農河（Nazinon），是位于西部非洲的河流，屬於白沃爾特河的右支流，發源自布基納法索首都瓦加杜古以西，流經卡博雷坦比國家公園，最終在加納注入白沃爾特河，河道全長約266公里，流域面積12,111平方公里。